# Ubani
Ubani ou Ibani (em inglês: Bonny)[a] é uma cidade e área do estado de Rios, na Nigéria. Tem 642 quilômetros quadrados e de acordo com o censo de 2016, havia 302 000 residentes. Entre os séculos XV e XIX, foi capital do Reino de Ubani.